# Büchel (bei Naaf)
Büchel (bei Naaf) ist ein Dorf, das zur Stadt Lohmar im Rhein-Sieg-Kreis in Nordrhein-Westfalen gehört. 

## Geographie
Büchel liegt im Naturschutzgebiet Naafbachtal und ist von großen, teils landwirtschaftlich genutzten, Wiesenflächen umgeben. 
Büchel liegt im Nordosten des Stadtgebiets von Lohmar. Umliegende Ortschaften und Weiler sind Heide im Norden, Naaf und Ingersauel im Nordosten, Naafmühle im Südosten, Bloch im Südwesten, Weeg und Mailahn im Westen, Höffen im Nordwesten.
Südwestlich von Büchel verläuft ein namenloser orographisch rechter Nebenfluss des Naafbachs. Südöstlich von Büchel fließt der Naafbach, ein linker Nebenfluss der Agger.

## Geschichte
Im Jahre 1885 hatte Büchel 45 Einwohner, die in 13 Häusern lebten.
Nach einem Adressbuch aus dem Jahre 1901 zählte der Ort Büchel drei Ackerer und einen Maurer.
Bis 1969 gehörte Büchel zu der bis dahin eigenständigen Gemeinde Wahlscheid.

## Sehenswürdigkeiten
- Das Naturschutzgebiet Naafbachtal
- Die denkmalgeschützte Naafmühle südöstlich von Büchel

## Verkehr
- Büchel liegt zwischen den Kreisstraßen K 34 und K 16.
- Das Anruf-Sammeltaxi ergänzt den ÖPNV. Büchel gehört zum Tarifgebiet des VRS.[4]

## Trivia
Büchel (bei Naaf) sollte nicht mit Büchel (bei Donrath) verwechselt werden.